# Filopodier
Filopodier är cytoplasmatiska utskott som skickas ut från en djurcell när den förflyttas. Vid förflyttning av en cell binder filopodierna sig till den extracellulära matrisen, vilket är ett nätverk av trådbildande proteiner. Sedan släpper cellen tidigare fästpunkter samtidigt som den drar ihop sig. Med hjälp av receptorer på filopodierna kan cellen känna av olika ämnen i den extracellulära matrisen som påverkar vilken riktning förflyttningen sker i och var cellen stannar.